# Dorothee Elisabeth Tretschlaff
Dorothee Elisabeth Tretschlaff (* 1685; † 17. Februar 1701 in Fergitz in der Uckermark) wurde als angebliche Hexe durch Enthauptung hingerichtet. Sie war vermutlich das letzte Todesopfer der Hexenverfolgung in Brandenburg.

## Gedenken

Behelfsdenkmal für Dorothee Elisabeth Tretschlaff (2008)